# Pivotsväng
En pivotsväng, även känt som en centrumsväng, innebär att ett fordon kan svänga runt sin egen axel. Detta kan bland annat bandfordon. Svängen sker genom att höger band driver framåt medan vänster band bakåt, som när man ror en eka och för årorna åt olika håll.